# マイケル・マレン
マイケル・グレン・“マイク”・マレン（Michael Glenn “Mike” Mullen、1946年10月4日 - ）は、アメリカ海軍の元軍人。最終階級は大将。
海軍作戦副部長（2003年8月 - 2004年8月）、在欧合衆国海軍司令官兼ナポリ連合統合軍司令長官（2004年10月 - 2005年5月）の職を経て、2005年7月22日に第28代海軍作戦部長に就任、統合参謀本部メンバーの1人としてイラク戦争などに従事した。その後2007年10月1日からは、ピーター・ペース海兵隊大将の後任として第17代アメリカ統合参謀本部議長に就任、アメリカ軍の軍人（制服組）のトップを務めた。

## 経歴

### 海軍任官まで

グレゴリー・アンブロシア陸軍大尉にシルバースターを授与するマレン大将

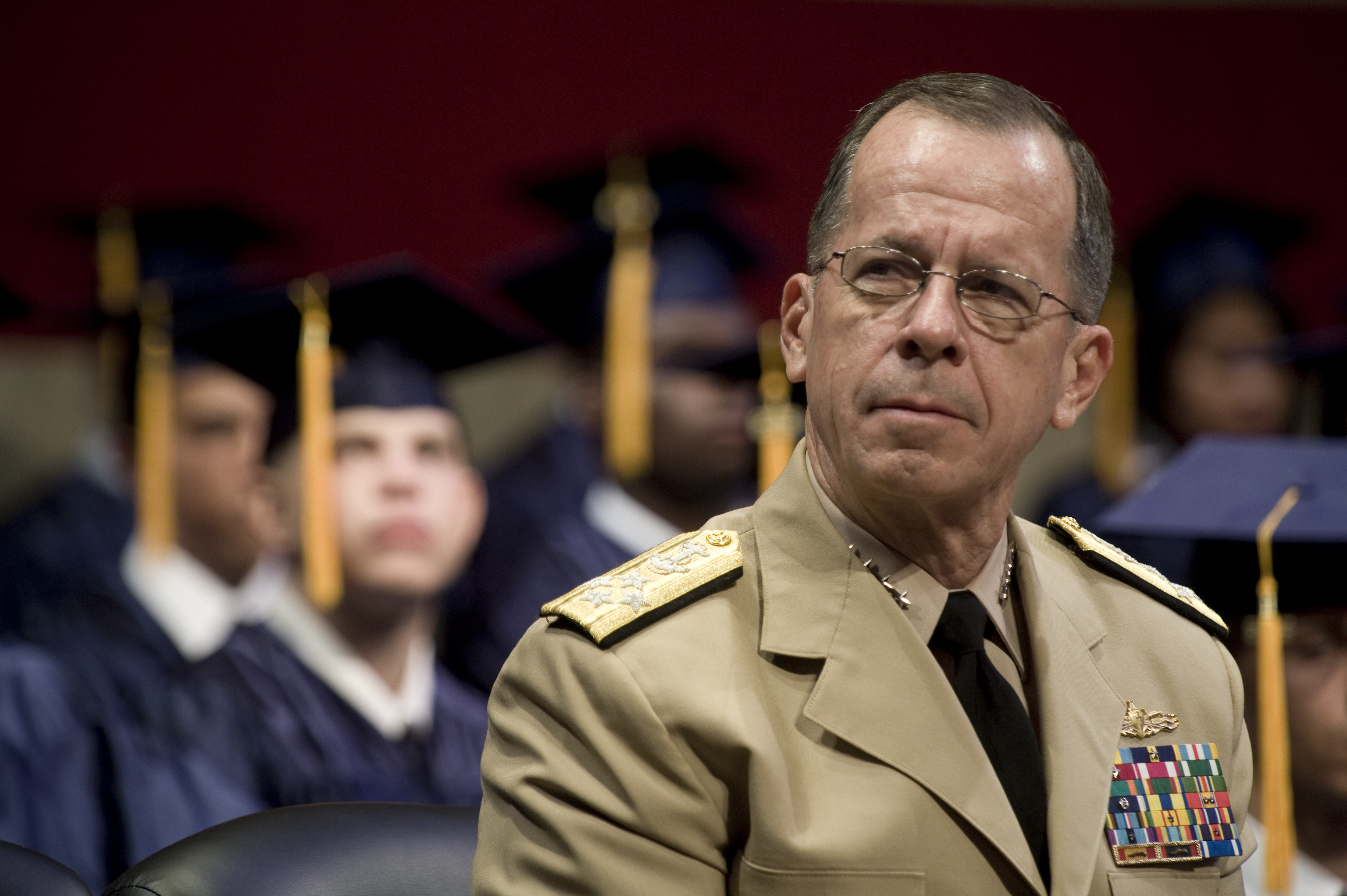
新たに採用された制服（サービスドレス・カーキ）を着用したマレン大将。

1946年10月4日、カリフォルニア州ロサンゼルスでジャック・マレン（Jack Mullen）とその妻ジェーンの間に、5人兄弟の長男として生まれる。父のジャックは、ハリウッドでボブ・ホープやジミー・スチュワートなどを顧客に持つ広報担当者として、母のジェーンはジミー・デュランテのアシスタントとして働いていた人物である。
少年時代は、共にカトリック系の学校である聖カルロ・ボッロメーオ教会附属小学校、ノートルダム高校でそれぞれ学ぶ。1964年に高校を卒業した後は、スポーツ奨学金（バスケットボール）を得て海軍兵学校に入学し、1968年6月に卒業する。この年の同窓生には、デニス・C・ブレア、ジム・ウェッブ、オリバー・ノースらがいた。

### 少尉任官後
海軍兵学校卒業後は海軍少尉として任官、水上艦乗組士官（Surface Warfare Officer）となる。任官直後には、駆逐艦・コレット (USS Collett, DD-730)に対潜戦担当士官（Anti-submarine offcer）として乗務し、ベトナム戦争下の西太平洋海域およびベトナム沿岸海域へと派遣され、戦闘指揮を執る。この頃には、駆逐艦・ブランディ (USS Blandy, DD-943) にも乗務し、カリブ海や地中海で任務にあたった。
1973年には給油艦・ノックスビー (USS Noxubee, AOG-56)の司令官（艦長）に任じられ、初めて艦長として任務にあたる。1975年まで約2年にわたってノックスビーに乗務した後は陸上勤務に異動となり、海軍兵学校で学生中隊（company）付き士官、次いで士官候補生隊長（Commandant of Midshipmen）の補佐として勤務する。海軍兵学校での勤務の後は再び海上勤務に戻り、ミサイル巡洋艦・フォックス (USS Fox, DLG-33) やスタレット (USS Sterett, DLG-31)に乗務し、西太平洋やインド洋、紅海での任務にあたった。
フォックス及びスタレットでの勤務後は、上級士官・将官となるために必要な学位を得るためにカリフォルニア州モントレーの海軍大学院に進学、1985年にオペレーションズ・リサーチの修士号を得て修了した。海軍大学院修了後は海上勤務に復帰し、ミサイル駆逐艦・ゴールズボロー  (USS Goldsborough, DDG-20) に艦長として乗務する。ゴールズボロー乗務中は、イラン・イラク戦争開戦に伴うペルシャ湾海域でのリスク上昇を受けて、友好国であるクウェートの石油タンカーが安全に航行出来るように護衛・海上警備を行う任務を指揮した。その後は陸上勤務に異動となり、水上艦乗組士官学校（Surface Warfare Officer School）でDivision Officer Courseの責任者（部長）を務める。
1989年9月には大佐に昇任、併せて国防総省の運用試験評価部長室に異動となる。また、この頃（1991年）にはハーバード・ビジネス・スクールのアドバンスド・マネージメント・プログラム（AMP）を修了している。運用試験評価部長室での勤務後は再度海上勤務に異動となり、ミサイル巡洋艦・ヨークタウン (USS Yorktown, CG-48) に艦長として乗務した。ヨークタウン艦長を離任した後は、海軍人事局（Bureau of Naval Personnel）に異動となり、人事畑を歩む。
この後、第2巡洋艦・駆逐艦艦隊および原子力空母ジョージ・ワシントンを中心とする空母戦闘群の司令官も務めている。ちなみに、マレン大将が最後に海上で司令官として指揮を執ったのは、アメリカ海軍第2艦隊司令官兼NATO大西洋打撃艦隊司令官に在任していた時である。
2006年には、日本のアメリカ海軍横須賀基地（第7艦隊基地）に、弾道ミサイル迎撃用ミサイルであるSM-3を搭載したシャイロー (USS Shiloh, CG-67) の配備を決定した。
2007年、民主党の中間選挙勝利に伴うイラク撤退圧力の強まりが原因で、ピーター・ペース統合参謀本部議長の9月いっぱいでの議長退任が決定したことを受けて、ペース議長の後任に推薦され、上院軍事委員会の指名公聴会にて就任が承認された。本来なら、年齢面などでの問題がない限り、統合参謀本部議長の後任には統合参謀本部副議長が昇格する事が一般的（実際ペース議長は、前任者であるリチャード・マイヤーズ元議長の下で、副議長を務めていた。）だが、今回の場合は、ペース議長と共に副議長であるエドマンド・ジャンバスティアーニ海軍大将も副議長退任が決まり、マレンが推薦された。ちなみに、ジャンバスティアーニ副議長の後任には、ジェームズ・カートライト統合戦力軍司令官（海兵隊大将）が就任した。
2011年9月30日、統合参謀本部議長を退任。

### 退官後
2017年、トランプ大統領がスティーブン・バノン首席戦略官を国家安全保障会議(NSC)に加えたことを「国にとって不健全」と強く非難した。

2020年、ジョージ・フロイド暴行死以降の抗議活動を鎮静化させるため、軍の投入を示唆したトランプ大統領に対し、アトランティス誌にオピニオン記事を掲載、「トランプ大統領は、平和的に抗議活動を行う国民の権利を無視した。アメリカ国民は敵ではない。もはや黙っていられない」と強く抗議した。

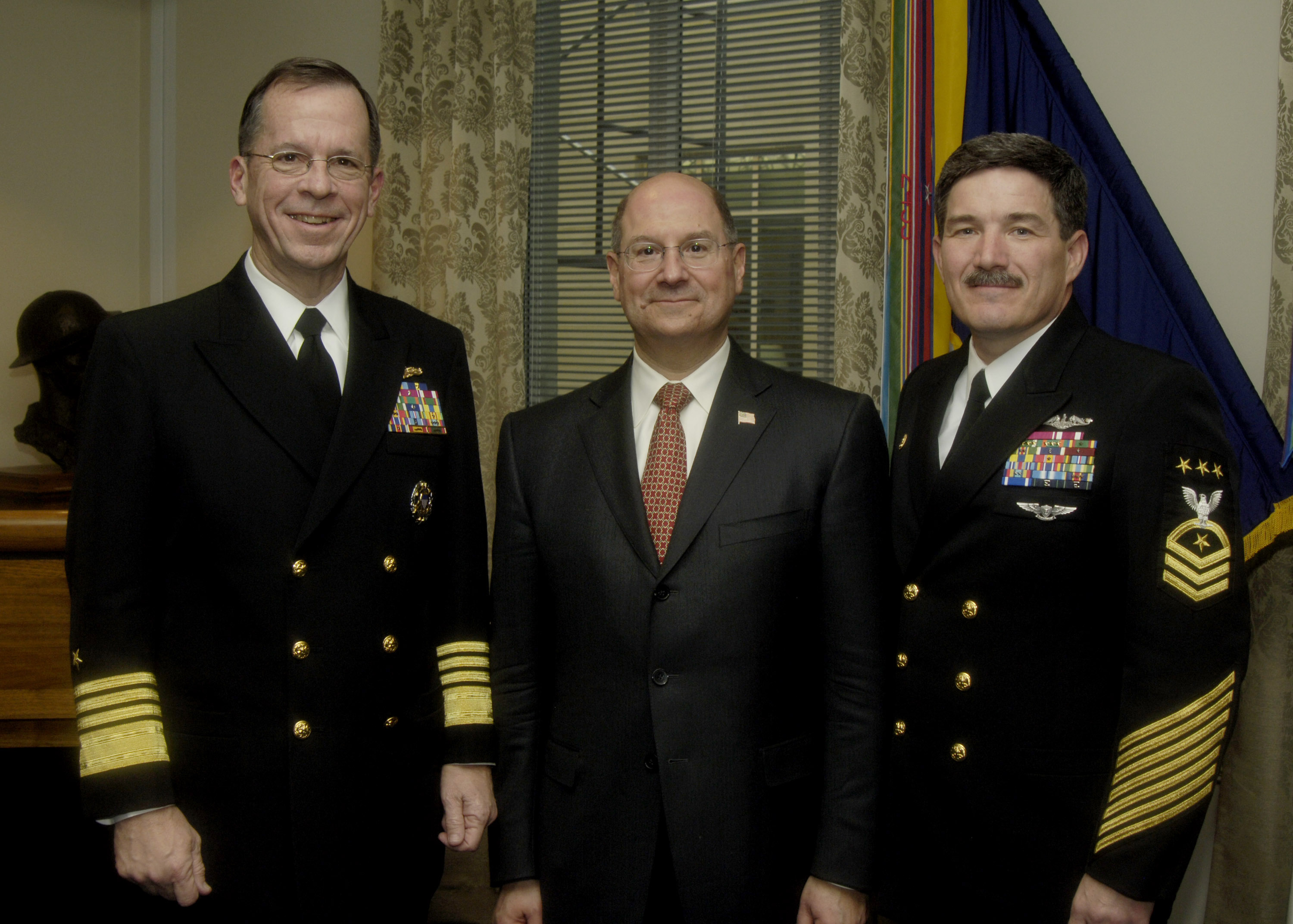
海軍作戦部長時代のマレン大将とドナルド・ウィンター海軍長官、海軍最上級兵曹長テリー・D・スコット。2006年2月

### 職歴
- アメリカ統合参謀本部議長
- アメリカ海軍作戦部長
- ナポリ連合統合軍司令長官
- 海軍作戦部次長
- 第2艦隊司令官
- NATO大西洋打撃艦隊司令官
- ジョージ・ワシントン空母戦闘群司令官
- CG-48 ヨークタウン艦長

### 従軍
- ベトナム戦争
- 対テロ戦争

### 賞罰
- ディフェンス・ディスティングシュドサービスメダル
- 海軍殊勲章
- ディフェンス・スーピアリアサービスメダル
- レジオン・オブ・メリット
- 旭日大綬章

## 日本との関わり・日本のメディアへの登場

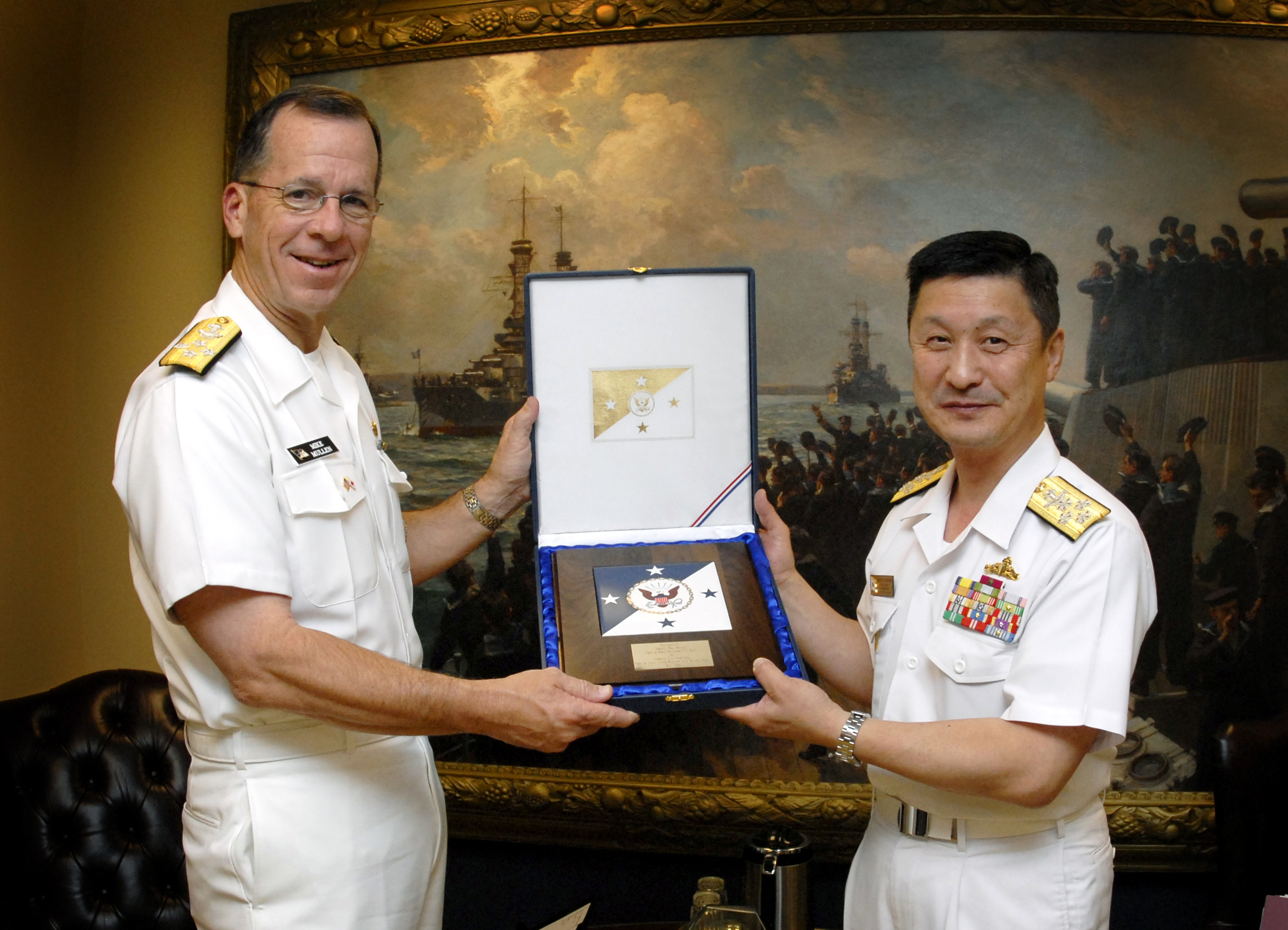
吉川榮治海上幕僚長と。

日本のメディアには、前述のシャイロー配備の際に新聞やテレビ等にマレン大将の名前が頻繁に登場している。
また、最近では前述のピーター・ペース統合参謀本部議長の退任報道の際には、その後任として日本のメディアに再び名前が頻繁に登場した。また、日本の新聞各紙などではシャイロー配備の際は“マイケル・ミューレン”と表記していたが、ペース議長の退任の際は多くのメディアが“マイケル・マレン”と表記している。

## 参照
1. ↑  “アーカイブされたコピー”. 2004年11月17日時点のオリジナルよりアーカイブ。2008年3月2日閲覧。 10 USC 152. Chairman: appointment; grade and rank
2. 1 2 3 4 5 6  Huey-Burns, Caitlin (2011年3月28日). “10 Things You Didn't Know About Mike Mullen”. USニューズ&ワールド・レポート 2011年10月1日閲覧。
3. ↑  Dowd, Maureen (2010年2月3日). “Defending the Long Gay Line”. The New York Times 2010年5月12日閲覧。
4. ↑  卒業後は海軍少尉として任官。のちに大将に昇任し、太平洋軍司令官を務めたのち退役。退役後はバラク・オバマ政権下で国家情報長官（DNI）を務めた。
5. ↑  現・連邦上院議員（バージニア州選出・民主党所属）。卒業後は海兵隊少尉として任官、ベトナムに従軍し海軍十字章などの勲章を受ける。1972年に中尉で退役した後は弁護士・政治家の道を歩み、ロナルド・レーガン政権下で予備役担当国防次官補や海軍長官を歴任。また、2006年にはバージニア州より上院議員選挙に立候補、現職だったジョージ・アレン議員を破り当選を果たしている。
6. ↑  卒業後は海兵隊少尉として任官。イラン・コントラ事件で重要な役割を果たしたキーマンとして知られる。1990年に中佐で退役したのちは、政治評論家などとして活動している。
7. ↑  Bumiller, Elisabeth (2008年12月15日). “Challenges and Perhaps More Influence for Chairman of Joint Chiefs”. ニューヨーク・タイムズ 2011年10月1日閲覧。
8. 1 2  統合参謀本部ホームページに掲載されたマレン大将の経歴 Archived 2010年4月28日, at the Wayback Machine. （英語）
9. 1 2 3 4 5 6 7  Tucker, Spencer C.(2009) “U.S. Leadership in Wartime: Clashes, Controversy, and Compromise”, ABC-Clio Inc　この書籍の内容については、Google ブックスで閲覧することができ、マレンに関する記述は926-928ページにあることが解る。（マレンについて記述したページを検索により呼び出したもの）
10. ↑  校長（Superintendent of the United States Naval Academy）に次ぐナンバー2の役職。
11. ↑  Szoldra, Paul (2017年2月8日). “元統合参謀本部議長、｢スティーブン・バノンを国家安全保障会議から外すべき｣”. www.businessinsider.jp. 2020年10月15日閲覧。
12. ↑  Mullen, Mike (2020年6月2日). “I Cannot Remain Silent” (英語). The Atlantic. 2020年10月15日閲覧。
13. ↑  日本放送協会. “アメリカと中国、パンデミック下の暗闘4｜アメリカ大統領選挙2020｜NHK NEWS WEB”. www3.nhk.or.jp. 2020年10月15日閲覧。